# العلاقات الإسبانية الفنلندية
العلاقات الإسبانية الفنلندية هي العلاقات الثنائية التي تجمع بين إسبانيا وفنلندا.

## مقارنة بين البلدين
هذه مقارنة عامة ومرجعية للدولتين:
| وجه المقارنة                                              | إسبانيا                                                                             | فنلندا                                                                               |
| --------------------------------------------------------- | ----------------------------------------------------------------------------------- | ------------------------------------------------------------------------------------ |
| المساحة (كم2)                                             | 505.99 ألف                                                                          | 338.42 ألف                                                                           |
| عدد السكان (نسمة)                                         | 46.73 مليون                                                                         | 5.52 مليون                                                                           |
| الكثافة السكانية (ن./كم²)                                 | 92.35                                                                               | 16.31                                                                                |
| العاصمة                                                   | مدريد                                                                               | هلسنكي                                                                               |
| اللغة الرسمية                                             | اللغة الإسبانية، اللغة الغاليسية، لغة بشكنشية، اللغة الكتالونية، اللغة الأوكسيتانية | اللغة الفنلندية، اللغة السويدية                                                      |
| العملة                                                    | يورو، بيزيتا إسبانية                                                                | يورو، ماركا فنلندية                                                                  |
| الناتج المحلي الإجمالي (بليون دولار)                      | 1.31 تريليون                                                                        | 251.88 مليار                                                                         |
| الناتج المحلي الإجمالي (تعادل القوة الشرائية) بليون دولار | 1.77 تريليون                                                                        | 231.84 مليار                                                                         |
| الناتج المحلي الإجمالي الاسمي للفرد دولار أمريكي          | 28.16 ألف                                                                           | 42.31 ألف                                                                            |
| الناتج المحلي الإجمالي للفرد دولار أمريكي                 | 38.00 ألف                                                                           | 40.68 ألف                                                                            |
| مؤشر التنمية البشرية                                      | 0.876                                                                               | 0.883                                                                                |
| رمز المكالمات الدولي                                      | +34                                                                                 | +358                                                                                 |
| رمز الإنترنت                                              | .es                                                                                 | .fi                                                                                  |
| المنطقة الزمنية                                           | ت ع م+01:00، ت ع م+02:00                                                            | ت ع م+02:00، ت ع م+03:00، أوروبا/هلسنكي ‏، توقيت شرق أوروبا، توقيت شرق أوروبا الصيفي ‏ |

## مدن متوأمة
في ما يلي قائمة باتفاقيات التوأمة بين مدن إسبانية وفنلندية:
- ترتبط ألتيا مع كاركيلا باتفاقية توأمة.

## منظمات دولية مشتركة
يشترك البلدان في عضوية مجموعة من المنظمات الدولية، منها:
| علم المنظمة | اسم المنظمة                               | تاريخ انضمام إسبانيا | تاريخ انضمام فنلندا |
| ----------- | ----------------------------------------- | -------------------- | ------------------- |
|             | وكالة الفضاء الأوروبية                    | ?                    | 1969                |
|             | بنك التنمية الآسيوي                       | 1986                 | 1966                |
|             | الاتحاد الأوروبي                          | 1986                 | 1995                |
|             | وكالة ضمان الاستثمار متعدد الأطراف        | 29 أبريل 1988        | 28 ديسمبر 1988      |
|             | منظمة التعاون الاقتصادي والتنمية          | ?                    | 1969                |
|             | الأمم المتحدة                             | 14 ديسمبر 1955       | 14 ديسمبر 1955      |
|             | الوكالة الدولية للطاقة                    | ?                    | ?                   |
|             | الفريق المعني برصد الأرض                  | ?                    | ?                   |
|             | مركز تنسيق الحركة في أوروبا ‏              | ?                    | ?                   |
|             | منظمة حظر الأسلحة الكيميائية              | ?                    | ?                   |
|             | منظمة التجارة العالمية                    | ?                    | 1995                |
|             | منظمة الشرطة الجنائية الدولية             | ?                    | ?                   |
|             | البنك الإفريقي للتنمية                    | ?                    | ?                   |
|             | منظمة الأمن والتعاون في أوروبا            | 25 يونيو 1973        | 25 يونيو 1973       |
|             | مؤسسة التنمية الدولية                     | 18 أكتوبر 1960       | 29 ديسمبر 1960      |
|             | نظام تحكم تكنولوجيا القذائف               | 1990                 | 1991                |
|             | يونسكو                                    | 30 يناير 1953        | 10 أكتوبر 1956      |
|             | مجلس أوروبا                               | ?                    | 5 مايو 1989         |
|             | الاتحاد البريدي العالمي                   | ?                    | ?                   |
|             | البنك الدولي للإنشاء والتعمير             | 15 سبتمبر 1958       | 14 يناير 1948       |
|             | اتفاقية السماوات المفتوحة                 | ?                    | ?                   |
|             | المنظمة الهيدروغرافية الدولية             | ?                    | ?                   |
|             | المرصد الأوروبي الجنوبي                   | 2006                 | 2004                |
|             | الاتحاد الدولي للاتصالات                  | 1866                 | 1 سبتمبر 1920       |
|             | مؤسسة التمويل الدولية                     | 24 مارس 1960         | 20 يوليو 1956       |
|             | المنظمة الأوروبية لسلامة الملاحة الجوية   | 1997                 | 2001                |
|             | المركز الدولي لتسوية المنازعات الاستشارية | 17 سبتمبر 1994       | 8 فبراير 1969       |
|             | مجموعة أستراليا                           | 1985                 | 1991                |
|             | مجموعة الموردين النوويين                  | ?                    | ?                   |

## وصلات خارجية
- موقع وزارة الخارجية الإسبانية
- موقع وزارة الخارجية الفنلندية